# Emilia Ferreiro
Emilia Beatriz María Ferreiro Schiavi (Mercedes (Buenos Aires), 5 de mayo de 1937- Ciudad de México, 26 de agosto de 2023) fue una psicóloga, escritora, y pedagoga argentina, radicada en México, con un doctorado por la Universidad de Ginebra, bajo la orientación de Jean Piaget. Fue reconocida por sus aportes a la comprensión del proceso evolutivo de adquisición de la lengua escrita.

## Trayectoria
En 1970, después de formarse en psicología en la Universidad de Buenos Aires, estudió en la Universidad de Ginebra, donde además trabajó como investigadora asistente y colaboradora de Hermine Sinclair, Bärbel Inhelder y Jean Piaget, y obtuvo su doctorado bajo la supervisión y orientación del insigne epistemólogo suizo. Retornó a Buenos Aires, en 1971, donde formaría un grupo de estudios sobre alfabetización, y además publicó su tesis de doctorado: Les relations temporelles dans le langage de l'enfant (Las relaciones temporales en el lenguaje del niño). Al año siguiente, recibió una beca de la Fundación Guggenheim (en EE. UU.) En 1974 se alejó de sus tareas docentes en la Universidad de Buenos Aires.
En 1977, después del golpe de Estado en la Argentina pasó a vivir en el exilio, en Suiza, estudiando en la Universidad de Ginebra. Luego, inició con Margarita Gómez Palacio, un estudio en Monterrey (México) con infantes que presentaban dificultades de aprendizaje. En 1979 pasó a residir en el Distrito Federal (México) con su marido, el físico y epistemólogo Rolando García, con quien tuvo dos hijos. Allí ingresó al Departamento de Investigaciones Educativas del Centro de Investigación y de Estudios Avanzados.
Fue Investigadora Emérita del Sistema Nacional de Investigadores de México (2008), e Investigadora Emérita del CINVESTAV (2010).

## Principales trabajos publicados
- 1971. Les relations temporelles dans le langage de l'enfant: Préface de Jean Piaget, v. 1 de Langue & cultures. 1. Études et documents. Editor (París) Droz, 390 p. ISBN 978-2-600-04326-7
- 1975. Problemas de psicología educacional, v. 1 de Serie Ensayos, Instituto de Investigaciones sobre Epistemología y Psicología. Editor Instituto de Investigaciones IPSE, Epistemología y Psicología, 24 p.
- 1982. Literacy before schooling. Con Ana Teberosky. Edición ilustrada de Heinemann Educational Books, 289 p. ISBN 0-435-80474-X
- 1982. Nuevas perspectivas sobre los procesos de lectura y escrita (con Margarita Gómez Palacio), resultado de investigaciones con más de mil niños en donde distingue ochto niveles de conceptualización de la escritura. 17.ª edición. Editor Siglo XXI, 1997. 354 p. ISBN 968-23-1600-6
- 1984. La práctica del dictado en el primer año escolar. Número 15 de Cuadernos de investigación educativa. Editor Departamento de Investigaciones Educativas, Centro de Investigación y de Estudios Avanzados del I.P.N. 73 p.
- 1985. Reflexões sobre alfabetização, v. 17 de Coleção Polémicas do nosso tempo. 25ª edición de Cortez Editora. 103 p.
- 1985 Proceso de alfabetización. La alfabetización en proceso. Bibliotecas universitarias: Educación. 6.º edición ilustrada. Editor Centro Editor de América Latina, 133 p.
- 1986 Los sistemas de escritura en el desarrollo del niño. 5.ª edición. Editor Siglo Veintiuno, 364 p. ISBN 968-23-0426-1, publicada y traducida por Diana Myriam Lichtenstein, en Brasil con el título de A Psicogênese da língua da língua escrita. Editor ARTMED, 1999. 300 p. ISBN 85-7307-572-4
- 1989 organiza y edita Los hijos del analfabetismo,[9] y Propuestas para la alfabetización escolar en América Latina, libro que reúne experiencias innovadoras de alfabetización realizadas en Argentina, Brasil, México, Venezuela.
- 1990. El niño preescolar y su comprensión del sistema de escritura. Con Margarita Gómez Palacio, Eliseo Guajardo, Beatriz Rodríguez, Adriana Vega, Rosa Laura Cantú. Editor Programa Regional de Desarrollo Educativo de la OEA, Proyecto Especial de Educación Especial, 298 p.
- 1991. Os Filhos do analfabetismo: propostas para a alfabetização escolar na América Latina. Série Educação: Teoría crítica. 2.ª edición. Editor Artes Médicas, 107 p.
- 1993. La alfabetización de los niños en la última década del siglo, v. 5 de Colección Educación. Editor Libresa S.A. 71 p.
- 1998. Caperucita Roja aprende a escribir: estudios psicolingüísticos comparativos en tres lenguas, v. 10 de Colección Lea: lenguaje, escritura, alfabetización. 2.ª edición ilustrada de Gedisa, 269 p. ISBN 84-7432-533-1
- 1998. Alfabetización: teoría y práctica. Educación/Siglo XXI de España. 3.ª edición, ilustrada. Editor Siglo XXI, 204 p. ISBN	9682320577 en línea
- 1999. Cultura escrita y educación: conversaciones de Emilia Ferreiro con José Antonio Castorina, Daniel Goldin y Rosa María Torres. Espacios para la lectura. Colección Espacios Para la Lectura, Serie Ensayos. Con José Antonio Castorina, Daniel Goldin, Rosa María Torres, Graciela Quinteros. Editor Fondo de Cultura Económica, 262 p. ISBN 968-16-5973-2
- 1999. Los sistemas de escritura en el desarrollo del niño, en coautoría con Ana Teberosky. 20.ª edición de Siglo XXI, 368 p. ISBN 968-23-1578-6
- 1999. Vigencia de Jean Piaget. Educación (Siglo Veintiuno), edición ilustrada. Editor Siglo XXI, 134 p. ISBN	9682321859 en línea
- 2000. Piaget-Vygotsky: novas contribuções para o debate. Con Marta Kohl de Oliveira, José Antonio Castorina, Delia Lerner. 6.ª edición	de ATICA, 176 p. ISBN 85-08-05653-2
- 2001. Alfabetização em processo. 14.ª ed. Cortez, 136 p. ISBN	852490058X
- 2002. El papel de la mediación en la formación de lectores, v. 3 de Lecturas sobre Lecturas. Con Teresa Colomer, Felipe Garrido. Editor CONACULTA, 61 p. ISBN 970-18-9079-5
- 2002. Pasado y presente de los verbos leer y escribir, v. 590 de Colección Popular, Educación y Pedagogía. 2.ª edición, ilustrada, abreviada. Editor Fondo de Cultura Económica, 95 p. ISBN 9681664515
- 2003. Past and present of the verbs to read and to write: essays on literacy. Con Mark Fried (también tradujo). Edición ilustrada de Groundwood Books, 128 p. ISBN 0-88899-556-3
- 2007. Alfabetización de niños y adultos: textos escogidos, v. 1 de Paideia latinoamericana. Edición ilustrada de Centro de Cooperación Regional para la Educación de Adultos en América Latina y el Caribe, 431 p. ISBN 968-9388-01-0
- 2007. Las inscripciones de la escritura. Editor EDULP, Editorial de la Universidad Nacional de La Plata, 44 p. ISBN 950-34-0439-8
- 2008. Narrar por escrito desde un personaje: acercamiento de los niños a lo literario. Espacios para la Lectura Series. Con Ana Siro. Editor Fondo De Cultura Económica USA, 245 p. ISBN 950-557-743-5

## Honores y reconocimientos

### Títulos y órdenes
Recibió siete títulos Honoris causa por sus trabajos: en 
- 1992, Universidad de Buenos Aires;
- 1995, de la Universidad del Estado de Río de Janeiro
- 1999, de la Universidad Nacional de Córdoba (Argentina)
- 2000, de la Universidad Nacional de Rosario (Argentina)
- 2003, de las Universidades del Comahue (Argentina) y de Atenas (Grecia)
- 2004, de la Universidad Nacional de La Plata.[10][11][12]

En 1986 recibió el Premio Konex - Diploma al Mérito por su trayectoria en psicología.
En 1997 recibió la Orden Andrés Bello otorgada por el gobierno de Venezuela.
En 2001, recibió la Orden Nacional de Mérito Educativo de parte del gobierno brasileño.
En 2007 se creó el Premio Emilia Ferreiro, categoría Educación, Ciencias y Sociedad de los premios "Heberto Castillo", del Instituto de Ciencia y Tecnología del Distrito Federal (México).
En 2010 recibió la Medalla al Mérito Científico, de parte de la Asamblea Legislativa del Distrito Federal (México).